# Folsomotoma anomala
Folsomotoma anomala är en urinsektsart som först beskrevs av John Tenison Salmon 1949.  Folsomotoma anomala ingår i släktet Folsomotoma och familjen Isotomidae. Inga underarter finns listade i Catalogue of Life.